# Набережная Адмирала Невельского
Набережная Адмирала Невельского — улица в историческом центре Хабаровска, проходит от территории стадиона имени Ленина по берегу Амура и заканчивается причалом речного вокзала на Уссурийском бульваре. Считается «визитной карточкой» города, благоустроена как туристический маршрут и рекреационная зона; на набережной устроен ряд детских аттракционов, открыты кафе, обустроена площадка по воркауту, велодорожки, открыт прокат.
Над набережной по её центру находится знаменитый Амурский утёс со смотровой площадкой. Набережная выступает одной из границ Хабаровского краевого парка имени Н. Н. Муравьёва-Амурского.

## История
Названа 25 ноября 1913 года на заседании городской думы в честь русского адмирала Геннадия Ивановича Невельского (1813—1876).
Самое старое сохранившееся здание на набережной адмирала Невельского — речной вокзал, построенный в 1901 году.
В конце XIX века у впадения в Амур речки Плюснинки располагался Нижний рыбный базар — центр местной торговли. Здесь торговали в основном китайские рыбаки, приплывавшие на своих лодках с берегов Уссури и Сунгари, чьим основным товаром была рыба. Среди торгующих были и местные аборигенные народности — гольды и ульчи.
Немало средств в обустройство рыбного базара вложили русские купцы Плюснины, открывшие здесь свою торговлю позже. Сначала были устроены централизованные деревянные ряды, а в 1899 году на деньги Василия Плюснина возвели каменные в два этажа. Нижний этаж сдавался в аренду под торговые помещения, верхний — под складские. Кроме рыбы на рынке продавали ещё овощи и картофель, мясо, по периферии — муку харбинских и благовещенских мукомольных фабрик.
В 1925 году каменные торговые ряды были муниципализированы, а в 1933 году их строения отвели под устройство речного вокзала. Рынок ликвидировали в конце 1950-х годов в связи с переносом в район пересечения Амурского бульвара с улицей Льва Толстого (современный Центральный рынок).
В 1943 году на уступе Амурского утёса по проекту архитектора П. А. Старикова было возведено здание для спасательной станции с видовой площадкой на крыше.
Хабаровский стадион имени Ленина был создан в 1957 году.

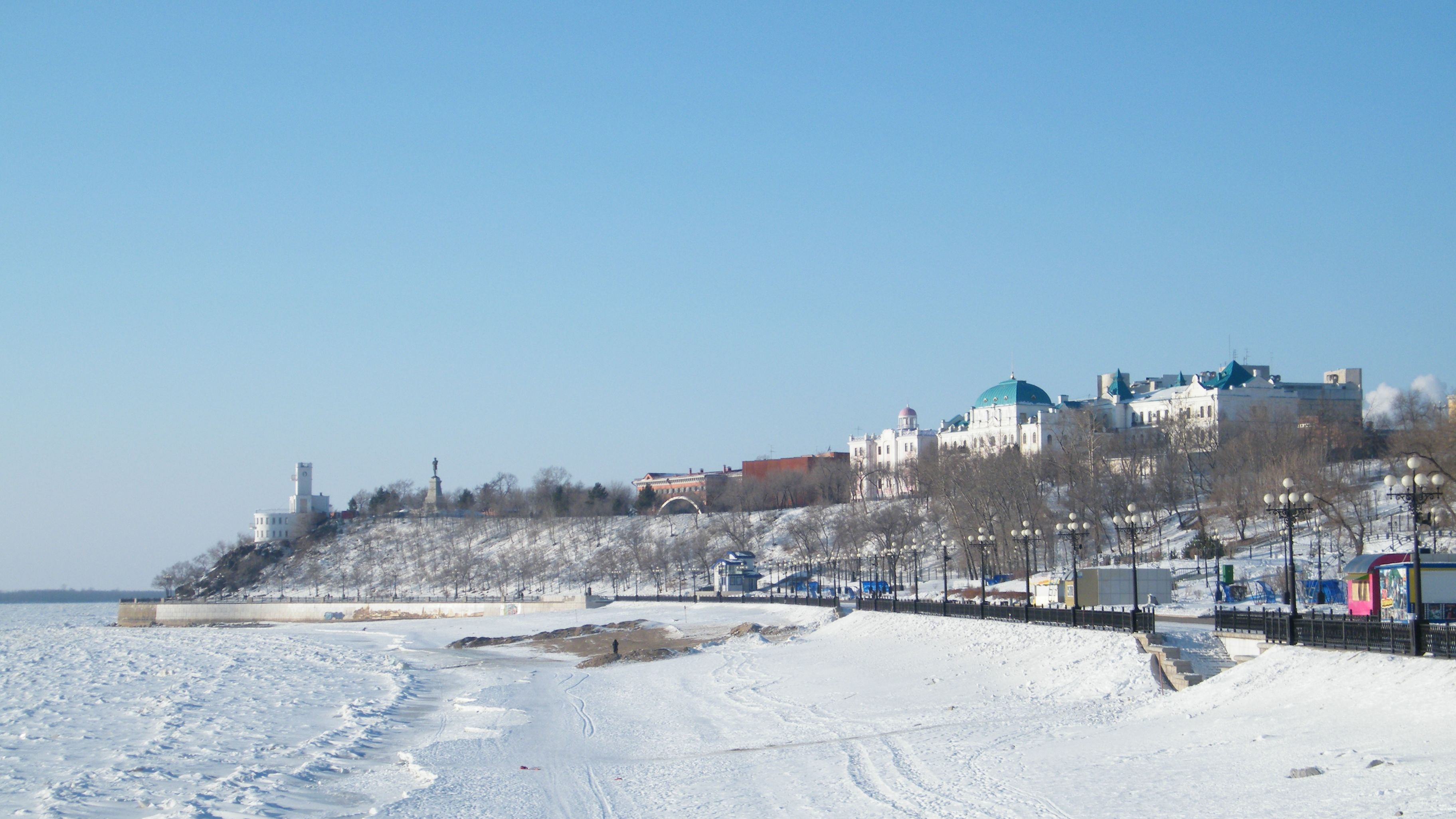
Набережная Адмирала Невельского зимой

В 1983 году у подножия Амурского утёса, вскоре после сооружения тут каменной набережной, установили памятную доску в честь основания Хабаровска (архитектор Юрий Живетьев). В 1993 году на набережной был установлен памятник адмиралу Г. И. Невельскому; в 1996 году неоднократно подвергавшийся вандальным действиям памятник был демонтирован для ремонта и до сих пор не восстановлен.
29 мая 1999 года на набережной был торжественно открыт памятник писателю Задорнову Н. П.
В 2019 году Хабаровск перенёс одно из сильнейших наводнений за последние годы. Уровень воды в Амуре поднялся и повредил нижний ярус набережной, повреждения обнажились с уходом воды. Ремонт требует значительных средств, треснули ротонды, местами произошло обрушение брусчатки и смыло практически всю террасную доску. Ремонт запланирован на 2023 год, средства выделяет краевой бюджет

## Достопримечательности

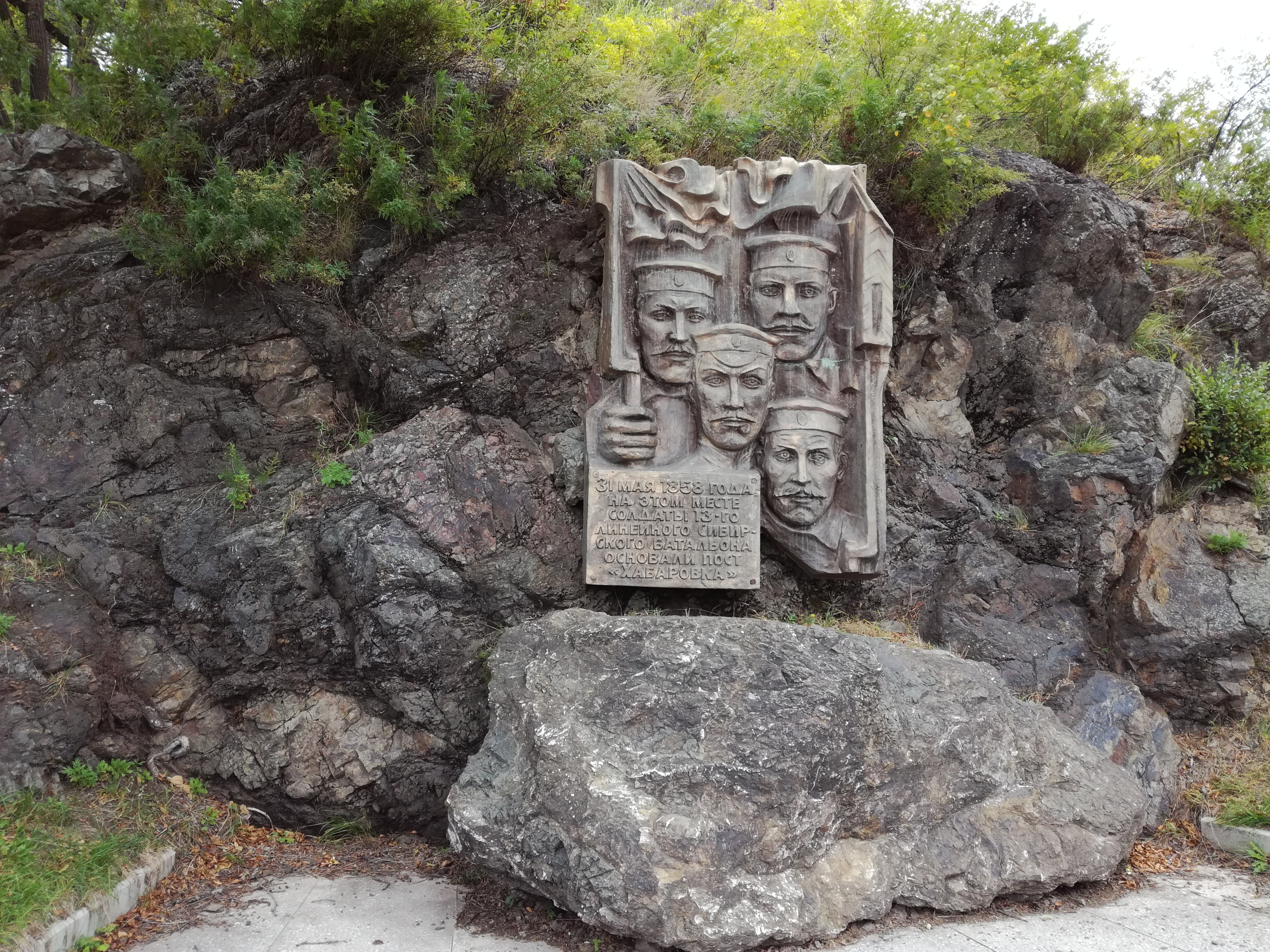
Памятная доска в честь основания Хабаровска

- Памятная доска в честь основания Хабаровска

- Памятник Н. П. Задорнову[5].